# Liste der Monuments historiques in Curzon
Die Liste der Monuments historiques in Curzon führt die Monuments historiques in der französischen Gemeinde Curzon auf.

## Liste der Bauwerke
| Bezeichnung                    | Beschreibung              | Standort | Kennzeichnung | Schutzstatus | Datum | Bild           |
| ------------------------------ | ------------------------- | -------- | ------------- | ------------ | ----- | -------------- |
| Krypta der Kirche Saint-Romain |                           | (Lage)   | PA00110085    | Classé       | 1875  | weitere Bilder |
| Ponts du Port-la-Claye         | Erbaut im 18. Jahrhundert | (Lage)   | PA00110086    | Inscrit      | 1985  | weitere Bilder |